# Dom zdravlja Nikšić
Dom zdravlja Nikšić ili u punom nazivu Javna zdravstvena ustanova „Dom zdravlja" u Nikšiću je javna zdravstvena ustanova primarne zdravstvene zaštite u Crnoj Gori, po organizacionoj i kadrovskoj strukturi, mreži objekata i opremljenosti.
Sa svojim kapacitetima Dom zdravlja Nikšić je danas — drugi je po veličini u Crnoj Gori, a najveći po gravitacionom području koje pokriva, jer pruža primarnu zdravstvenu zaštitu na teritoriji Opštine Nikšić, Šavnik i Plužine, koje trnutno imaju 79.868 zdravstveno osiguranih lica.

## Istorija
Dom zdravlja u Nikšiću koji je danas drugi je po veličini u Crnoj Gori, a najveći po gravitacionom području koje pokriva, nastao je od prvobitne sreske zdravstvene stanice, izgrađene 1927. godine, iz koje se tokom postojanja seljakao na više lokacija, u neuslovnim objektima u Nikšiću.
Današnja zgrada Doma zdravlja, koja je finansirana od samodoprinosa grada Nikšića, izgrađena je 1976 godine.
U svom razvoju, u skladu se ustavnim promena u Crnoj Gori i zakonskim rješenjima, organizacija rada u ovom domu zdravlja prošla je kroz nekoliko razvojnih faza.
Dom zdravlja Nikšić, za teritorije Opština Nikšić, Šavnik i Plužine, ustanova je koja pruža primarnu zdravstvenu zaštitu kao samostalno pravno lice radi od 1991. godine. U Plužinama i Šavniku su organizovane zdravstvene stanice u kojima su planirani stacionari sa po pet kreveta, a lekari su angažaovani za rad u ambulanti kao izabrani doktori i za rad u stacionaru.

## Organizacija
U organizacionom smislu Dom zdravlja ima organizovane ambulante u mesnim zajednicama u Opštinama Nikšić, Šavnik i Plužine.
| Organizacione jedinice Doma zdravlja Nikšić | Organizacione jedinice Doma zdravlja Nikšić |
| ------------------------------------------- | --- |
| Nikšić                                      | - Ambulanta u MZ Kličevo - Ambulanta u MZ Miolje Polje - Ambulanta u MZ Krstac - Ambulanta u MZ Bogetići - Ambulanta u MZ Velimlje u čijem su sastavu i ambulante u: – Vilusima – Grahovu – Petrovićima – Vraćanovićima |
| Plužine                                     | - Ambulante u Zdravstvenoj stanici Plužine, sa stacionarom - Aambulanta u Crkvičkom Polju. |
| Šavnik                                      | - Ambulante u Zdravstvenoj stanici, sa stacionarom - Ambulanta u Boanu - Ambulanta Bukovici |

## Aktivnosti
Kako na području Nikšića Plužina i Šavnika, trenutno ima 79.868 zdravstveno osiguranih lica, Dom zdravlja Nikšić je u obavezi da svim osiguranicima, pruži primarnu zdravstvenu zaštitu kao osnov sistema zdravstvene zaštite i prvi nivo na kojem građanin ostvaruje zdravstvenu zažtitu u ovim opštimana. Nosilac primarne zdravstvene zažtite u Domu zdravlja Nikšić je izabrani doktor, odnosno timovi izabranih doktora.

### Oblici zdravstvene zaštite
Primarna zdravstvena zaštita
U zdravstvene delatnoste koja se obavlja na primarnom nivou zdravstvene zaštite u Domu zdravlja Nikšić obuhvataju:
- aktivnosti na unapređenju zdravlja građana;
- zdravstvenu edukaciju i obrazovanje o najčešćim zdravstvenim problemima na određenom području i * metodama njihove identifikacije, prevencije i kontrole;
- promovisanje zdravog načina života, uključujući i zdravu ishranu stanovništva;
- saradnju sa drugim organima, organizacijama, jedinicama lokalne samouprave i drugim subjektima u cilju podržavanja zaštite, unapređenja i poboljšanja uslova životne i radne sredine i higijenskih uslova za život i rad pojedinaca;
- zdravstvenu zaštitu majke i djeteta i planiranje porodice;
- otkrivanje, prevenciju i kontrolu zaraznih bolesti;
- otkrivanje, prevenciju i kontrolu endemskih bolesti;
- otkrivanje, spečavanje i liječenje bolesti usta i zuba;
- zdravstvenu zaštitu zaposlenih;
- zaštitu i unapređenje mentalnog zdravlja;
- imunizaciju protiv zaraznih bolesti u skladu sa Programom imunizacije;
- patronažne posjete, liječenje i rehabilitaciju u kući;
- prevenciju i lečenje najčešćih bolesti i povreda;
- zdravstvenu rehabilitaciju dece i mladih s poremećajima u telesnom razvoju i zdravlju;
- obezbjeđenje odgovarajućih lekova.

Zdravstvena zaštite koja se pruža kao podrška izabranom doktoru
Dom zdravlja je referentni centar primarne zdravstvene zaštite koji pruža podršku izabranom doktoru iz slijedećih oblasti:
- sprovođenja zdravstvene edukacije i obrazovanja o najčešćim zdravstvenim problemima i metodama njihove identifikacije, prevencije i kontrole;
- higijensko - epidemiološke zaštite;
- zaštite mentalnog zdravlja;
- lečenja plućnih bolesti i TBC laboratorijskih, radioloških i drugih dijagnostičkih procedura kao i drugih oblasti koje odredi ministarstvo zdravlja Crne Gore.

## Kadrovska struktura
Prema broju osiguranika Dom zdravlja Nikšić treba da ima: 
- 9 timova izabranih doktora za decu – pedijatara,
- 30 timova izabranih doktora za odrasle,
- 4 tima izabranih doktora za žene – ginekologa.

Jedan od izraženih kadrovskih problema je nedostatak lekarskog kadra u organizacionim celinama – izabrani doktor, pa se za te potrebe ćesto angažuju ili penzionisani doktori ili doktori iz drugih ustanova.

## Spoljašnje veze
- JZU Dom zdravlja Nikšić Архивирано на веб-сајту  (10. август 2019) — Veb stranica Doma